# Springpop
Springpop was een jaarlijks festival van 3 dagen, dat wordt gehouden op de plaatselijke, droogliggende ijsbaan in Tuitjenhorn in de Nederlandse provincie Noord-Holland. Het festival kende 4 edities van 2008 tot en met 2011.

## Organisatie
De eerste stapjes werden gezet tijdens de Warmenhuizer kermis in 2006.
Peter Wiering trad op in de café de Cocobar, Peter en eigenaar Mats Blokdijk hadden een klik en er werd besloten een stichting op te richten om meer muzikale festiviteiten te organiseren in gemeente Harenkarspel. In 2008 werd Stichting Harenkarspelpop een feit. Grootste evenement is Springpop, een 3-daags festival in Tuitjenhorn. Officiële partner sinds 2010 is café de Lindeboom, met eigenaar Maikel Groen. Eerder was er al samenwerking tijdens Springpop. 

## Locatie
Springpop wordt georganiseerd in het Noord-Hollandse Tuitjenhorn op het SIS-terrein, dit terrein staat in de winter onder water dienend als ijsbaan. Op het terrein staat één overdekte podium. 

## 2008
In het weekend van 23, 24 en 25 mei 2008 werd Springpop voor het eerst georganiseerd. In een grote tent op het SIS-terrein in Tuitjenhorn werd er op vrijdagavond afgetrapt met een avond vol dance & dj's. Zaterdag was een avond vol pop met als hoofdact Leaf. Zondag was een familiedag met onder andere Peter Koelewijn.

## 2009
In het weekend van 15, 16 en 17 mei 2009 werd Springpop voor de tweede keer georganiseerd. Grootste verandering was dat zondag dit jaar geen entree werd gevraagd en er alleen bands, koren en groepen uit de gemeente Harenkarspel optraden. Vrijdag was wederom een avond met dance en was DJ Jean de hoofdact, zaterdag was Miss Montreal de publiekstrekker.

## 2010
In het weekend 14,15 en 16 mei 2010 heeft Springpop voor de 3e keer plaatsgevonden. Op vrijdag trad publiekstrekker 3JS op. Op zaterdag het thema: Sound of Love met onder andere Erick E. Net als voorafgaand jaar was er op zondag een dag met regionale optredens.

## 2011
Aan de vierde editie op zondag 15 mei namen De Kast, Nick en Simon, Jan Keizer en Anny Schilder, en Booming Piano's deel.

## Trivia
- De laatst bijkomende organisator Maikel Groen is eigenaar van café de Lindeboom, dit café heette eerder de Cocobar. het café waar het idee van Springpop geopperd werd.